# 衣笠築美
衣笠 築美（きぬがさ つくみ、1985年11月26日 - ）は、讀賣テレビ放送の社員。横浜ベイスターズ（現：横浜DeNAベイスターズ）・オフィシャル・チアリーディングチーム『diana』の2006年度メンバーのひとり。

## 経歴・その他
兵庫県尼崎市出身。身長159cm、血液型はB型。須磨学園中学校・高等学校を経て、慶應義塾大学文学部美学美術史学専攻卒業。高校の卒業式では答辞を読み上げたことがある。
学生時代はTBSとの関わりが強かった。同局『みのもんたの朝ズバッ!』のサポーター（番組アシスタントディレクターのさらに補佐をする役割）と並行しながら、「横浜ベイスターズ・オフィシャル・チアリーディングチーム」のオーディションを受け合格（その後離職）。
dianaでの活動のほか、2006年10月からはTBS『オビラジR』にオビガールGとして同じdianaのメンバー、野口菜菜とともにレギュラー出演していたが、2007年3月、番組のリニューアルに伴い降板した。
ちなみにdiana 2008年度メンバーの坪井安奈は大学の後輩にあたる。
2008年、日本テレビ系列の準キー局である読売テレビに入社（ディレクター職）。
現在はスポーツ局で阪神タイガースを担当。情報番組『朝生ワイド す・またん!』ではたびたびそのインタビュー映像が放送され、司会の辛坊治郎のお気に入りである。

## 担当番組
- たかじんのそこまで言って委員会-アシスタント・プロデューサー（2010年9月26日〜2012年6月頃。以前はAPデスク）
- SUPER SURPRISE - 水曜日アシスタント・プロデューサー（2010年1月〜3月頃）
- プロ野球オールスタースポーツフェスティバル
  - 2012・2013 - アシスタント・ディレクター（2012年1月8日放送）
  - 2014 - 選手対応（2014年1月12日放送）
- ベストヒット歌謡祭2012 - アシスタント・プロデューサー（2012年11月22日放送）

## 出演
- デジ屋台（2006年10月1日・TBS）
- オビラジR（2006年10月〜2007年3月・TBS）